# Телпаш (комуна)
Телпаш (рум. Tălpaș) — комуна у повіті Долж в Румунії. До складу комуни входять такі села (дані про населення за 2002 рік):
- Мофлешть (297 осіб)
- Ністой (194 особи)
- Пуциней (88 осіб)
- Сочень (465 осіб)
- Телпаш (441 особа)

Комуна розташована на відстані 188 км на захід від Бухареста, 40 км на північ від Крайови.

## Населення
У 2009 року у комуні проживали 1557 осіб.